# ГЕС Safien Platz
ГЕС Safien Platz — гідроелектростанція на південному сході Швейцарії. Становить середній ступінь у гідровузлі, створеному на основі ресурсі кількох правих приток річки Вордеррайн (Передній Рейн, лівий виток Рейну), які дренують північно-східну частину Лепонтинських Альп.
Головним накопичувачем ресурсу для роботи всього гідровузла є водосховище греблі Zervreila, спорудженої на річці Вальзеррайн (права притока Глогну, який, своєю чергою, впадає у згаданий вище Вордеррайн). При ній працює ГЕС Zervreila, із нижнього балансуючого резервуара якої починається дериваційна система, що веде до другого ступеня та включає:
- тунель довжиною 14,2 км та діаметром 3,6 метра до водосховища Ванна у верхів'ї річки Рабіуса (інша права притока Вордеррайну, долина якої лежить на схід від Вальзеррайну). На своєму шляху він також приймає додатковий ресурс із правих приток Вальзеррайну, що впадають в останню нижче за греблю Zervreila (Guraletschbah, Selvabach, Peilerbach);

- водосховище Ванна об'ємом 290 тис. м3;
- дериваційний тунель довжиною 6,8 км та діаметром 3,2 метра, який веде від сховища Ванна до машинного залу, розташованого нижче по долині Рабіуси. На завершальному етапі він переходить у напірну шахту довжиною 740 метрів[1].

Машинний зал станції обладнано двома турбінами типу Френсіс потужністю по 43 МВт, які при напорі у 425 метрів забезпечують виробництво 162 млн кВт·год на рік. Відпрацьована вода відводиться у нижній балансуючий резервуар об'ємом 230 тис. м3, звідки спрямовується на нижній ступінь гідровузла — ГЕС Роттенбрюннен.